# Liste der Baudenkmale in Wennigsen (Deister)
Die Liste der Baudenkmale in Wennigsen (Deister) enthält die Baudenkmale der niedersächsischen Gemeinde Wennigsen (Deister) und ihrer acht Ortschaften.

## Grundlage der Denkmalliste
Maßgebliche Grundlage der Liste der Baudenkmale in Wennigsen ist das Verzeichnis, das die Region Hannover als Untere Denkmalschutzbehörde im Auftrag des Niedersächsischen Landesamts für Denkmalpflege führt (Stand vom August 2011). Noch im Verzeichnis vorhandene, mittlerweile abgerissene Gebäude werden weitergeführt, jedoch als abgerissen gekennzeichnet. Außerdem führt das Niedersächsische Landesamt für Denkmalpflege eine Liste mit archäologischen Denkmalen in der Gemeinde Wennigsen. Dabei handelt es sich vor allem um Hügelgräber im Deister. Für Naturdenkmale in Wennigsen besteht eine eigene Liste.

## Baudenkmale nach Ortsteilen

### Argestorf

#### Gruppe: Hofanlagen Calenberger Straße 24, Im Winkel 4
Die Gruppe „Hofanlagen Calenberger Straße 24, Im Winkel 4“ hat die ID 31078719. Wohnhaus mit zwei Scheunen, Hof- und Parkanlage des königlichen Oberhofbaudirektor Georg Ludwig Friedrich Laves.

| Bild       | Bezeichnung | Lage                        | Beschreibung          | Bauzeit | Eingetragen seit | Denkmal- nummer                                                             |
| ---------- | ----------- | --------------------------- | --------------------- | ------- | ---------------- | --------------------------------------------------------------------------- |
| Wohnhaus   | Wohnhaus    | Calenberger Straße 24 Karte | Widdergut Vier Eichen | 1853    | 08.01.1988       | 31173420 (253019.00002, 253019.00003, 253019.00004, 253019.00005H) Wikidata |
| Scheune    | Scheune     | Calenberger Straße 24 Karte | Scheune               |         |                  | 31173458                                                                    |
| Scheune    | Scheune     | Calenberger Straße 24 Karte | Scheune               |         |                  | 31173440                                                                    |
| Herrenhaus | Herrenhaus  | Im Winkel 4 Karte           | Wohnhaus              | 1853    | 08.01.1988       | 31173514 (253019.00006, 253019.00007)                                       |
| Scheune    | Scheune     | Im Winkel 4 Karte           | Scheune               |         |                  | 31173532                                                                    |

#### Einzeldenkmale
| Bild              | Bezeichnung       | Lage                          | Beschreibung                                                                                                   | Bauzeit | Eingetragen seit | Denkmal- nummer         |
| ----------------- | ----------------- | ----------------------------- | --- | ------- | ---------------- | ----------------------- |
| Münchhausen-Stein | Münchhausen-Stein | Hannoversche Heerstraße Karte | Grenzstein des Hilmar von Münchhausen im Hahnschen Holz an der vormaligen Trasse der Hannoverschen Heerstraße. | 1745    | 27.10.1987       | 31173496 (253019.0000)  |
| Altenteil         | Altenteil         | Im Winkel 10 Karte            | Hallenhaus in Vierständerbauweise                                                                              | 1812    | 08.01.1988       | 31173550 (253019.00008) |

### Bredenbeck

#### Gruppe: Hofanlage Wennigser Straße 15, 17
Die Gruppe „Hofanlage Wennigser Straße 15, 17“ als Mensing’scher Prachtbauernhof hat die ID 31078982.

| Bild     | Bezeichnung | Lage                          | Beschreibung | Bauzeit | Eingetragen seit | Denkmal- nummer                           |
| -------- | ----------- | ----------------------------- | ------------ | ------- | ---------------- | ----------------------------------------- |
| Scheune  | Scheune     | Wennigser Straße 15 Karte     | Scheune      | 1899    | 12.03.1980       | 31174064 (253019.00020)                   |
| Stall    | Stall       | Wennigser Straße 15, 17 Karte | Stall        | 1899    |                  | 31174082                                  |
| Wohnhaus | Wohnhaus    | Wennigser Straße 17 Karte     | Wohnhaus     | 1899    | 12.03.1980       | 31174043 (253019.00019M001, 253019.00021) |

#### Gruppe: Rittergut Bredenbeck
Die Gruppe „Rittergut Bredenbeck“ hat die ID 31078730.

| Bild                               | Bezeichnung                        | Lage                     | Beschreibung | Bauzeit | Eingetragen seit | Denkmal- nummer                      |
| ---------------------------------- | ---------------------------------- | ------------------------ | --- | ------- | ---------------- | ------------------------------------ |
| weitere Bilder                     | Herrenhaus                         | Am Rittergut 1 Karte     | Herrenhaus, Rittergut der Freiherrn Knigge. Gutsanlage aus der Mitte des 19. Jahrhunderts nach Plänen des königlichen Oberhofbaudirektors Georg Ludwig Friedrich Laves der Familie Knigge | um 1850 | 04.11.1982       | 31173815 (253019.00010)              |
| Haupthaus, ehemalige Brauerei      | Haupthaus, ehemalige Brauerei      | Am Rittergut 1 Karte     | 1 1/2 gesch. Massivbau aus Bruchsteinmauerwerk auf hohem Sockelgeschoss,5-achsige symmetrische Fassade m. Rundbogenfenstern, im Drempelgeschoß Halbrundfenster, Rückseite m. anderer Befensterung, Walmdach mit Lüftungsgauben. Nordöstliche Seite umgeben von Wassergraben. Rittergut der Freiherrn Knigge Bedeutung: Historisch, Kuenstlerisch wesentliche Begründung: 1.07 geschichtliche Bedeutung aufgrund des Zeugnis- und Schauwertes als Werk eines lokal / überregional bekannten Architekten / Künstlers / Handwerkers.                      |         | 04.11.1982       | 31173835 (253019.00011)              |
| Scheune                            | Scheune                            | Am Rittergut 1 Karte     | Scheune |         | 04.11.1982       | 31173908 (253019.00014)              |
| Landarbeiterwohnhaus               | Landarbeiterwohnhaus               | Am Rittergut 1 Karte     | Landarbeiterwohnhaus |         | 04.11.1982       | 31173890 (253019.00013)              |
| Wirtschaftsgebäude                 | Wirtschaftsgebäude                 | Am Rittergut 1 Karte     | Wirtschaftsgebäude |         |                  | 49628069                             |
| Wirtschaftsgebäude                 | Wirtschaftsgebäude                 | Am Rittergut 1 Karte     | Wirtschaftsgebäude |         |                  | 49628029                             |
| Lavesmühle                         | Lavesmühle                         | Am Rittergut 2 Karte     | Wassermühle zur Gutsanlage der Freiherrn Knigge. Mit: Teich, Mühlengraben, Stau, Brückengewölbe, 1 1/2-gesch. Massivbau a. Sandsteinquadern u. Walmdach in SPfannendeckung, symmetrische Hauptfassade m. Mittelrisalit, 2 Eingänge jeweils seitlich, erb. von G.L.F. Laves, ehem. Antrieb m. Mühlrad entfernt, Turbine vorhanden. Bedeutung: Historisch, Künstlerisch wesentliche Begründung: 1.07 geschichtliche Bedeutung aufgrund des Zeugnis- und Schauwertes als Werk eines lokal / überregional bekannten Architekten / Künstlers / Handwerkers. | 1860    | 04.11.1982       | 31173862 (253019.00012M001) Wikidata |
| Brücke                             | Brücke                             | Am Rittergut 2 Karte     | Brücke | um 1860 |                  | 31176341                             |
| Wehr                               | Wehr                               | Am Rittergut 2 Karte     | Wehr | um 1860 |                  | 31176317                             |
| Einfriedung                        | Einfriedung                        | Am Rittergut 2 Karte     | Einfriedung |         | 04.11.1982       | 31176173 (253019.00016M001)          |
| Rentei                             | Rentei                             | Wennigser Straße 1 Karte | Forsthaus zur Gutsanlage der Freiherrn Knigge | um 1850 | 04.11.1982       | 47231290 (253019.00018)              |
| Wasseranlagen                      | Wasseranlagen                      | Am Rittergut 1 Karte     | Wasseranlagen auf dem Rittergut der Freiherrn Knigge. Komplettes System aus Wasserläufen, Teichen u. Gräben, zum einen historisch als Teil d. Schloßbefestigung genutzt, zum anderen als Antriebsmittel für die ehemalige und jetzige Gutsmühle. |         | 04.11.1982       | 31173947 (253019.00017)              |
| Allee (Allee d. alten Hauptstraße) | Allee (Allee d. alten Hauptstraße) | Am Rittergut 1 Karte     | Reststück der historischen Allee nach Wennigsen als Teil der heutigen Gutsanlage, erhaltener Bestand an Lindenbäumen. Bedeutung: Historisch |         | 04.11.1982       | 31173567 (253019.00129)              |

#### Einzeldenkmale
| Bild                     | Bezeichnung              | Lage                              | Beschreibung | Bauzeit       | Eingetragen seit | Denkmal- nummer                  |
| ------------------------ | ------------------------ | --------------------------------- | --- | ------------- | ---------------- | -------------------------------- |
| Dreikantiger Stein       | Dreikantiger Stein       | Am hohen Holze Karte              | Grenzstein. Errichtet 1815 an der Gemarkungsgrenze der Bredenbecker Feldmark zu den Kniggeschen Forsten bei Bredenbeck und Steinkrug. Standort am Waldrand am Rand des Ruheforst Deister. | 1813          | 27.10.1987       | 31173611 (253019.00022)          |
| Wohnhaus                 | Wohnhaus                 | An der Beeke 9 Karte              | Ehemalige Hofanlage mit Haupthaus, heute Wohnhaus. Ziegelbauweise, um 1900. | um 1900       | 08.01.1988       | 31173629 (253019.00025)          |
| Alte Schule              | Alte Schule              | An der Beeke 10 Karte             | Unter dem Patronat der in Bredenbeck ansässigen Freiherrn Knigge vom königlichen Oberhofbaudirektor Georg Ludwig Friedrich Laves 1848 entworfenes Schulhaus. Kleiner ortstypischen Backsteinbau in klassizistischer Schlichtheit. | 1848 bis 1860 | 16.01.1984       | 31173663 (253019.00027) Wikidata |
| Wohn-/Wirtschaftsgebäude | Wohn-/Wirtschaftsgebäude | An der Beeke 23 Karte             | Bis in die 1920er Jahre Gastwirtschaft Hischen Hus. | 1825          | 29.07.1981       | 31173680 (253019.00028)          |
| Wohn-/Wirtschaftsgebäude | Wohn-/Wirtschaftsgebäude | An der Beeke 25 Karte             | | 1815          | 19.09.1991       | 31173697 (253019.00029)          |
| Gefallenendenkmal        | Gefallenendenkmal        | Deisterstraße (Lindenplatz) Karte | Gefallenendenkmal | 1921 bis 1952 | 07.01.1988       | 31173731 (253019.00031) Wikidata |
| Ernst- und Adele-Stein   | Ernst- und Adele-Stein   | Deisterstraße (Brandweg) Karte    | Gedenkstein | 1916          |                  | 31173714 (253019.00030)          |
| Jubiläumsstein           | Jubiläumsstein           | Frauenweg Karte                   | Gedenkstein 600 Jahre Knigge 1312–1912 | 1912          |                  | 31173765 (253019.00024)          |
| Grenzstein               | Grenzstein               | Hannoversche Heerstraße Karte     | Grenzstein des Hilmar von Münchhausen im Hahnschen Holz an der vormaligen Trasse der Hannoverschen Heerstraße. Ortsteilgrenze Argestorf/Bredenbeck | 1745          | 27.10.1987       | 31173496                         |
| Schulzestein             | Schulzestein             | Frauenweg Karte                   | Gedenkstein (Förster Friedrich Schulze 1913) | um 1930       | 09.11.1982       | 31173781 (253019.00033)          |
| Marienstein              | Marienstein              | Schwarzer Weg Karte               | Gedenkstein | um 1860       | 27.10.1987       | 31173966 (253019.00023)          |
| Landschulheim            | Landschulheim            | Steinkrüger Weg 60 Karte          | ehemaliges Schullandheim der Stadt Hannover. (Es gab mehrere Schullandheime in Bredenbeck) | um 1930       | 04.11.1982       | 31173982 (253019.00035)          |
| Alte Mühle               | Alte Mühle               | Untere Mühle Karte                | Wassermühle am Bredenbecker Bach. 1- bis 2-stöck. FW-Bau u. Halbwalmdach, in Teilen massiv in Ziegel erneuert (Westgiebel, Ende 19. Jh.), Anbau am Wohnteil (Nordseite), Zulauf sowie äußere u. innere Technik entfernt, 2 Teiche erhalten. Bedeutung: Historisch. Wesentliche Begründung: 1.01 geschichtliche Bedeutung im Rahmen von Ortsgeschichte                     |               |                  | 31173999 (253019.00036) Wikidata |
| Heimatstube Bredenbeck   | Heimatstube Bredenbeck   | Wennigser Straße 23 Karte         | Nachdem die Alte Schule in Bredenbeck zu klein für den Schulbetrieb wurde, erhielt das Dorf 1886 eine neue Schule an der Wennigser Straße. Heute ist auch diese nicht mehr als solche in Betrieb. Sie beherbergt neben der Dorfbücherei, der Feuerwehr und einem Kindergarten auch die Heimatstube des Ortes. 1900 wurde das Gebäude aufgestockt. 2019 wird es renoviert. | 1886 bis 1900 | 04.11.1982       | 31174100 (253019.00037)          |
| Gedenkstein              | Gedenkstein              | Wennigser Straße 23 Karte         | |               |                  | 31174117 (253019.00038)          |
| Wohnhaus                 | Wohnhaus                 | Wennigser Straße 26 Karte         | | um 1900       | 04.11.1982       | 31174134 (253019.00039)          |
| Wohnhaus                 | Wohnhaus                 | Wennigser Straße 33 Karte         | | 1910          | 04.11.1982       | 31174156 (253019.00040)          |

#### Status unklar
| Bild                   | Bezeichnung            | Lage                  | Beschreibung                                                                    | Bauzeit | Eingetragen seit | Denkmal- nummer |
| ---------------------- | ---------------------- | --------------------- | ------------------------------------------------------------------------------- | ------- | ---------------- | --------------- |
| Kornbrennerei Warnecke | Kornbrennerei Warnecke | Deisterstraße 4 Karte | Wohn- und Wirtschaftsgebäude                                                    |         | 04.11.1982       |                 |
| Tubbenhof              | Tubbenhof              | Deisterstraße 9 Karte | Wohn- und Wirtschaftsgebäude mit rückwärtiger Scheune. Ehemaliger Vollmeierhof. | 1887    | 03.03.1981       | 253019.00032    |

#### Ehemalige Denkmale
| Bild           | Bezeichnung              | Lage                  | Beschreibung                                                         | Bauzeit | Eingetragen seit | Denkmal- nummer         |
| -------------- | ------------------------ | --------------------- | -------------------------------------------------------------------- | ------- | ---------------- | ----------------------- |
| BW             | Hofanlage                | An der Beeke 9a Karte | Ehemalige Hofanlage mit Vierständerhaus, abgerissen                  | 1820    | 08.01.1988       | 31173646 (253019.00025) |
| Kalkwerk       | Kalkwerk                 | Frauenweg Karte       | Ehemaliges Kalkwerk Bredenbeck im Deister, im Januar 2021 abgerissen |         |                  |                         |
| weitere Bilder | Wohn-/Wirtschaftsgebäude | Jahnstraße 29 Karte   | Kleine ehemalige Hofstelle. 2017/18 abgebrochen                      | 1860    | 10.05.1989       | 31173798 (253019.00034) |

### Degersen

#### Einzeldenkmale
| Bild              | Bezeichnung       | Lage                    | Beschreibung | Bauzeit | Eingetragen seit | Denkmal- nummer         |
| ----------------- | ----------------- | ----------------------- | --- | ------- | ---------------- | ----------------------- |
| Wohnhaus          | Wohnhaus          | Bönnigser Str. 37 Karte | Eingeschossiges siebenachsiges Wohnhaus mit Mittelrisalit, Teil einer um 1900 aus roten Ziegeln erstellten Hofanlage. Bis zum 17. Jh. stand an dieser Stelle das Rittergut Bönnigsen. | 1890    | 03.11.1982       | 31174173 (253019.00041) |
| Gefallenendenkmal | Gefallenendenkmal | Danquardstraße Karte    | | 1921    | 03.11.1982       | 31174638 (253019.00043) |

#### Status unklar
| Bild            | Bezeichnung     | Lage                  | Beschreibung | Bauzeit   | Eingetragen seit | Denkmal- nummer |
| --------------- | --------------- | --------------------- | --- | --------- | ---------------- | --------------- |
| Alte Dorfschule | Alte Dorfschule | Glockenstraße 3 Karte | Alte Dorfschule. Seit 1643 gab es eine Schule in Degersen, der Standort ist nicht mehr bekannt, der 1780 errichtete Nachfolgebau wurde 1950 abgerissen. Das 1950 bis 1970 genutzte Schulgebäude wurde danach zum Kindergarten. | 1949/1950 | 03.11.1982       |                 |

#### Ehemalige Denkmale
| Bild      | Bezeichnung  | Lage                    | Beschreibung | Bauzeit                | Eingetragen seit | Denkmal- nummer |
| --------- | ------------ | ----------------------- | --- | ---------------------- | ---------------- | --------------- |
| Windmühle | Windmühle    | Bönnigser Str. 11 Karte | Bönnigser Mühle, Holländer. Zwei Mahl- und ein Schrotgang. Untere Hälfte Ziegelmauerwerk, oben Schieferverkleidung und Dachpfannen. Wurde in den 1990er Jahren abgerissen. | 1868                   | 21.02.1980       | 253019.00043    |
| BW        | Fachwerkhaus | In den Steinen 13 Karte | Altenteiler. Kleines Hallenhaus in Vierständerbauweise. | 1750 (abgerissen 2009) | 03.11.1982       |                 |

### Evestorf

#### Einzelbaudenkmale
| Bild              | Bezeichnung       | Lage                        | Beschreibung | Bauzeit | Eingetragen seit | Denkmal- nummer                  |
| ----------------- | ----------------- | --------------------------- | --- | ------- | ---------------- | -------------------------------- |
| Ehem. Zollstation | Ehem. Zollstation | Hannoversche Straße 1 Karte | Die ehemalige Zollstation Evestorf ist eine Hofanlage mit Wohn- und Wirtschaftsgebäuden. Sie wurde als Zollstation an der Hamelner Chaussee als Vierständerbau in Fachwerk errichtet und ist ortsbildprägend. Wohl das älteste Haus des Ortsteils. | 1767    | 09.11.1982       | 31174655 (253019.00044) Wikidata |
| Gefallenendenkmal | Gefallenendenkmal | Zum Rießenfelde Karte       | Das Gefallenendenkmal Evestorf ist ein 2,5 Meter hoher Sandsteinblock; am heutigen Standort seit 1963 | 1921    | 1987             | 31174672 (253019.00045) Wikidata |

### Holtensen

#### Gruppe: Kirchenanlage Holtensen
Die Gruppe „Kirchenanlage Holtensen“ hat die ID 31078751.

| Bild              | Bezeichnung       | Lage                      | Beschreibung | Bauzeit | Eingetragen seit | Denkmal- nummer                  |
| ----------------- | ----------------- | ------------------------- | --- | ------- | ---------------- | -------------------------------- |
| Holtenser Kirche  | Holtenser Kirche  | Linderter Straße 13 Karte | Kirche aus dem 14. Jahrhundert. Das Baujahr ist nicht bekannt, doch romanische Rundbögen im Turm belegen das Entstehen in jener Zeit. Eine etwa 150 Jahre alte, denkmalgeschützte Kastaniengruppe umgibt die Anlage. |         |                  | 31174796 (253019.00050) Wikidata |
| BW                | Kirchhof          | Linderter Straße 13 Karte | Eine etwa 150 Jahre alte, denkmalgeschützte Kastaniengruppe umgibt die Kirche. |         |                  | 31174816                         |
| Gefallenendenkmal | Gefallenendenkmal | Linderter Straße 13 Karte | Ehrenmal zum Gedenken an die Opfer der beiden Weltkriege. Liste mit Namen der 61 gefallenen Holtenser Bürger | 1920    |                  | 31174834 (253019.00052)          |

#### Gruppe: Hofanlage Linderter Straße 29
Die Gruppe „Hofanlage Linderter Straße 29“ hat die ID 31078762.

| Bild                     | Bezeichnung              | Lage                      | Beschreibung             | Bauzeit | Eingetragen seit | Denkmal- nummer                                     |
| ------------------------ | ------------------------ | ------------------------- | ------------------------ | ------- | ---------------- | --------------------------------------------------- |
| Wohn-/Wirtschaftsgebäude | Wohn-/Wirtschaftsgebäude | Linderter Straße 29 Karte | Wohn-/Wirtschaftsgebäude | 1821    | 24.11.1982       | 31174905 (253019.00054, 253019.00055, 253019.00056) |
| BW                       | Nebengebäude             | Linderter Straße 29 Karte | Nebengebäude             |         |                  | 31174945                                            |
| BW                       | Durchfahrtsscheune       | Linderter Straße 29 Karte | Durchfahrtsscheune       |         |                  | 31174925                                            |

#### Gruppe: Hofanlage Im Hückedal 13
Die Gruppe „Hofanlage Im Hückedal 13“ hat die ID 31078741.

| Bild                     | Bezeichnung              | Lage                 | Beschreibung             | Bauzeit | Eingetragen seit | Denkmal- nummer                                     |
| ------------------------ | ------------------------ | -------------------- | ------------------------ | ------- | ---------------- | --------------------------------------------------- |
| Wohn-/Wirtschaftsgebäude | Wohn-/Wirtschaftsgebäude | Im Hückedal 13 Karte | Wohn-/Wirtschaftsgebäude | um 1830 | 30.11.1920       | 31174689 (253019.00046, 253019.00047, 253019.00048) |
| BW                       | Stall                    | Im Hückedal 13 Karte | Stall                    |         |                  | 31174727                                            |
| BW                       | Scheune                  | Im Hückedal 13 Karte | Scheune                  |         |                  | 31174709                                            |

#### Gruppe: Hofanlage Rehrweg 13
Die Gruppe „Hofanlage Rehrweg 13“ hat die ID 31078772.

| Bild                     | Bezeichnung              | Lage             | Beschreibung             | Bauzeit | Eingetragen seit | Denkmal- nummer         |
| ------------------------ | ------------------------ | ---------------- | ------------------------ | ------- | ---------------- | ----------------------- |
| Wohn-/Wirtschaftsgebäude | Wohn-/Wirtschaftsgebäude | Rehrweg 13 Karte | Wohn-/Wirtschaftsgebäude | 1839    | 24.11.1982       | 31174963 (253019.00057) |
| BW                       | Stall                    | Rehrweg 13 Karte | Stall                    |         |                  | 31175019                |
| BW                       | Scheune                  | Rehrweg 13 Karte | Scheune                  |         |                  | 31174983                |

#### Einzelbaudenkmale
| Bild            | Bezeichnung     | Lage                                              | Beschreibung                                                                | Bauzeit | Eingetragen seit | Denkmal- nummer         |
| --------------- | --------------- | ------------------------------------------------- | --------------------------------------------------------------------------- | ------- | ---------------- | ----------------------- |
| Scheune         | Scheune         | Im Hückedal 19a + 19b Karte                       | Scheune                                                                     | 1849    |                  | 31174762 (253019.00046) |
| Wohngebäude     | Wohngebäude     | Im Hückedal 21 Karte                              | Wohn-/Wirtschaftsgebäude                                                    | 1883    |                  | 31174745 (253019.00061) |
| Fachwerkscheune | Fachwerkscheune | Linderter Straße 16 Karte                         | Fachwerkscheune                                                             | 1833    | 1987             | 31174870 (253019.00064) |
| Scheune         | Scheune         | Rodenbergweg 2 (früher: Linderter Straße 7) Karte | Scheune mit Bruchsteinwänden, Ecken und Fensterrahmen aus Sandsteinblöcken. | 1800    | 30.11.1982       | 31174779 (253019.00063) |

#### Status unklar
| Bild                     | Bezeichnung              | Lage                      | Beschreibung | Bauzeit | Eingetragen seit | Denkmal- nummer |
| ------------------------ | ------------------------ | ------------------------- | --- | ------- | ---------------- | --------------- |
| Wohn-/Wirtschaftsgebäude | Wohn-/Wirtschaftsgebäude | Linderter Straße 22 Karte | Niederdeutsches Hallenhaus. Einer der ältesten landwirtschaftlichen Gebäude im südlichen Landkreis und einer der wenigen 1988 noch erhaltenen Dreiständerhäuser. (Foto 1950) | 1696    |                  |                 |

### Sorsum

#### Gruppe: Kirchplatz An der Kapelle 1
Die Gruppe „Kirchplatz An der Kapelle 1“ hat die ID 31078783.

| Bild                             | Bezeichnung                      | Lage                   | Beschreibung | Bauzeit        | Eingetragen seit | Denkmal- nummer                  |
| -------------------------------- | -------------------------------- | ---------------------- | --- | -------------- | ---------------- | -------------------------------- |
| Johanneskapelle                  | Johanneskapelle                  | An der Kapelle 1 Karte | Die kleine Johanneskapelle wird erstmals im Jahr 1226 erwähnt. Frühgotische Elemente und die Bauweise aus Bruchsteinen lassen darauf schließen, dass die Kapelle wahrscheinlich um die gleiche Zeit erbaut wurde wie das Kloster Wennigsen. Denkmalgeschützt sind in dem Bereich Die Kapelle, der Kirchplatz und das Ehrenmal. | frühes 13. Jh. | 09.11.1982       | 31175037 (253019.00066) Wikidata |
| Kirchplatz                       | Kirchplatz                       | An der Kapelle 1 Karte | Kirchplatz |                | 09.11.1982       | 31175077 (253019.00068)          |
| Gedenkstätte (Gefallenendenkmal) | Gedenkstätte (Gefallenendenkmal) | An der Kapelle 1 Karte | Gedenkstätte (Gefallenendenkmal) | 1961           | 09.11.1982       | 31175057 (253019.00067)          |

#### Gruppe: Hofanlage Weetzener Straße 14
Die Gruppe „Hofanlage Weetzener Straße 14“ hat die ID 31078793.
Wohn- und Wirtschaftsgebäude, Nebengebäude, Scheune, Einfriedung; Der ehemalige Hof Nr. 1 Meier-Ehlersmann von Santen ist in der Ortschronik Gevecke ausführlich beschrieben (S. 127f.) Wurzeln das Hofes lassen sich demnach bis 1585 zurückverfolgen. Wohnhaus mit: Einfriedungsmauer, Baumbestand. (253019.00069M001, 253019.00070, 253019.00071)

| Bild     | Bezeichnung  | Lage                      | Beschreibung | Bauzeit | Eingetragen seit | Denkmal- nummer |
| -------- | ------------ | ------------------------- | ------------ | ------- | ---------------- | --------------- |
| Wohnhaus | Wohnhaus     | Weetzener Straße 14 Karte | Wohnhaus     | um 1880 | 09.11.1982       | 31175163        |
| Scheune  | Scheune      | Weetzener Straße 14 Karte | Scheune      |         | 09.11.1982       | 31175202        |
| BW       | Nebengebäude | Weetzener Straße 14 Karte | Nebengebäude |         | 09.11.1982       | 31175184        |

#### Einzeldenkmale
| Bild              | Bezeichnung       | Lage                      | Beschreibung | Bauzeit       | Eingetragen seit | Denkmal- nummer                  |
| ----------------- | ----------------- | ------------------------- | --- | ------------- | ---------------- | -------------------------------- |
| Wohnhaus          | Wohnhaus          | Dorfstraße 5 Karte        | Teil des ehemaligen Hofes Nr. 6. In der Ortschronik Gevecke beschrieben (S. 134f.) | 1868          | 21.03.1980       | 31175095 (253019.00072)          |
| Scheune           | Scheune           | Dorfstraße 6 Karte        | Scheune | 1815          | 21.03.1980       | 31175112 (253019.00073)          |
| Brücke            | Brücke            | Weetzener Straße Karte    | Brücke über den Wennigser Mühlbach. Kleine Bogenbrücke aus Natursteinquadern, erbaut Mitte 19. Jh. | Mitte 19. Jh. | 25.05.2000       | 31176048 (253019.00154)          |
| Dorfschule Sorsum | Dorfschule Sorsum | Weetzener Straße 35 Karte | Gebäude der Sorsumer Volksschule, heute Dorfgemeinschaftshaus. Drittes Schulgebäude an gleicher Stelle. | 1892          | 09.11.1982       | 31175146 (253019.00074) Wikidata |
| Sorsumer Mühle    | Sorsumer Mühle    | Weetzener Straße 68 Karte | Windmühle; dreistöckiger Erdholländer, 3-stöckiger Kegelstumpf aus Bruchsteinmauerwerk (z. Zt. Neuverkleidung mit Holzschindeln), Kappe erhalten, Flügel nur als Balkenkranz, Windrose fehlt, Innenausstattung verloren. Um 1600 bereits erste Bockwindmühle am selben Platz. Die heutigen Mühlenflügel stammen von der Mühle aus Wettbergen. | 1876–1880     | 09.11.1982       | 31175220 (253019.00075) Wikidata |

#### Status unklar
| Bild                           | Bezeichnung                    | Lage                      | Beschreibung                          | Bauzeit | Eingetragen seit | Denkmal- nummer |
| ------------------------------ | ------------------------------ | ------------------------- | ------------------------------------- | ------- | ---------------- | --------------- |
| Alte Lampe’sche Gastwirtschaft | Alte Lampe’sche Gastwirtschaft | Weetzener Straße 27 Karte | Alte Gaststätte Lampe; heute Wohnhaus | 1844    | 09.11.1982       |                 |

#### Ehemalige Denkmale
| Bild | Bezeichnung | Lage               | Beschreibung | Bauzeit                     | Eingetragen seit | Denkmal- nummer |
| ---- | ----------- | ------------------ | --- | --------------------------- | ---------------- | --------------- |
| BW   | Hofanlage   | Dorfstraße 7 Karte | Der ehemalige Hof Nr. 4 Oberheide ist in der Ortschronik Gevecke beschrieben (S. 121f.) Das Haus war bereits auf der 1781 erschienenen kurhannoverschen Vermessungskarte eingetragen. Es wurde 1975 abgerissen. | 1781–1902 (1975 abgerissen) | 21.03.1980       |                 |

### Steinkrug bei Bredenbeck

#### Gruppe: Glashütte Steinkrug
Die Gruppe Glashütte Steinkrug hat die ID 31078803. Von Wilhelm Carl Freiherr Knigge gegründete Glashütte in Steinkrug.

| Bild               | Bezeichnung        | Lage                               | Beschreibung | Bauzeit | Eingetragen seit | Denkmal- nummer             |
| ------------------ | ------------------ | ---------------------------------- | --- | ------- | ---------------- | --------------------------- |
| weitere Bilder     | Glashüttenturm     | Auf der Glashütte Karte            | 13 m hoher Glashüttenturm. Kegelstumpfförmiger Turm a. Sandsteinquadern, verschiedene Öffnungen zur Belüftung d. Feuers u. f. d. Arbeitsebene, einer der beiden letzten erhalten Glasöfen dieser Art in Deutschland.                                                                                         | 1834    | 21.03.1980       | 31175244 (253019.00077)     |
| BW                 | Remise             | Auf der Glashütte 1 Karte          | Ingenieursmäßige Holzkonstruktion mit offenen Seitenwänden, Satteldach mit einseitig weit auskragender Abschleppung, Falzziegeldeckung, Objekt nachträglich hierher transloziert, nicht in Verbindung mit der Glashütte erbaut                                                                               |         |                  | 31175294 (253019.00079)     |
| Neue Hütte         | Neue Hütte         | Auf der Glashütte 3 Karte          | Neuere Glashütte als rechteckiger Steinbau mit Schuppenanbau. Langgestreckter 1-gesch. Massivbau in Sandsteinquadermauerwerk, Halbwalmdach in S-Pfannendeckung, Rundbogenfenster mit Ziegellaibungen, Eisensprossenfenster, Anbau in Ziegelmauerwerk, im Inneren Holzkonstruktion m. doppelter Stützenreihe. |         | 30.04.2002       | 31176004 (253019.00140M001) |
| BW                 | Gemengehaus        | Auf der Glashütte 3 Karte          | 1-gesch. Massivbau in Sandsteinquadermauerwerk, Satteldach, Teile des Ursprungsbaus abgebrochen. |         |                  | 31173376 (253019.00147M001) |
| Lagergebäude       | Lagergebäude       | Auf der Glashütte 4 Karte          | Ursprünglich als Labor gebautes Gebäude. Später als kleines Wohnhaus umfunktioniert. |         | 18.08.2004       | 31173357 (253019.00146)     |
| Arbeitersiedlung   | Arbeitersiedlung   | Auf der Glashütte 5A, 5B, 5C Karte | 2-gesch. verputzter Massivbau m. 1 1/2 gesch. seitlichen Anbauten, Schopfwalmdächer, symmetr. Fassadenaufbau im Hauptbau u. Anbauten, jeweils mittige Eingänge, rückwärtig Stallgebäude in Ziegel für 10 Wohneinheiten.                                                                                      |         | 19.11.2009       | 31175273 (253019.00078)     |
| Arbeitersiedlung   | Arbeitersiedlung   | Auf der Glashütte 5D, 5E, 5F Karte | 2-gesch. verputzter Massivbau m. 1 1/2 gesch. seitlichen Anbauten, Schopfwalmdächer, symmetrischer Fassadenaufbau im Hauptbau u. Anbauten, jeweils mittige Eingänge, rückwärtig Stallgebäude in Ziegel für 10 Wohneinheiten.                                                                                 |         | 19.11.2009       | 31175983 (253019.00138)     |
| Direktorenhaus     | Direktorenhaus     | Auf der Glashütte 6 Karte          | Ehemaliges Wohngebäude des Direktors der Glashütte; zeitweilig als Vogelwarte genutzt; mittlerweile leerstehend. 2-stöckiger FW-Bau mit 1-stöck. Anbauten zu beiden Seiten, Halbwalmdächer in S-Pfannendeckung, 3-seitig mit vertikaler Holzverschalung versehen, kl. Wintergartenanbau am Ostgiebel.        |         | 11.07.2007       | 31173268 (253019.00142M001) |
| Lagergebäude       | Lagergebäude       | Auf der Glashütte 6 Karte          | Kleiner 1-gesch. Massivbau, heute als Wohnhaus umgenutzt. (Ehemalige Schule.) |         |                  | 31176112 (2253019.00146)    |
| Schleiferei, ehem. | Schleiferei, ehem. | Auf der Glashütte 7 Karte          | Ehem. Betriebsgebäude der Glashütte, winkelförmiger Massivbau in Sandsteinmauerwerk, Fassade um 1900 in Ziegelmauerwerk erneuert, heute als Wohnhaus umgenutzt. |         | 18.08.2004       | 31173245 (253019.00141)     |

#### Gruppe: Erbbegräbnis v. Knigge
Die Gruppe „Erbbegräbnis v. Knigge“ hat die ID 31078817 (253019.00080, 253019.00081). Eingetragen 09.11.1982. Privatfriedhof der Freiherrn Knigge mit Denkmal, Friedhofsdenkmal. Mausoleum mit Gräbern.

| Bild         | Bezeichnung  | Lage                               | Beschreibung | Bauzeit | Eingetragen seit | Denkmal- nummer |
| ------------ | ------------ | ---------------------------------- | ------------ | ------- | ---------------- | --------------- |
| Erbbegräbnis | Erbbegräbnis | Privatfriedhof Freiherr von Knigge | Erbbegräbnis |         |                  | 31175349        |
| Erbbegräbnis | Erbbegräbnis | Privatfriedhof Freiherr von Knigge | Erbbegräbnis |         |                  | 31175369        |

#### Einzeldenkmale
| Bild                     | Bezeichnung              | Lage                     | Beschreibung | Bauzeit         | Eingetragen seit | Denkmal- nummer                  |
| ------------------------ | ------------------------ | ------------------------ | --- | --------------- | ---------------- | -------------------------------- |
| Forsthaus Gut Bredenbeck | Forsthaus Gut Bredenbeck | Lindenallee 20 Karte     | Erbaut von Georg Ludwig Friedrich Laves | um 1850         | 09.11.1982       | 31175315 (253019.00082)          |
| Gaststätte               | Gaststätte               | Lindenallee 26/26a Karte | Gasthaus Steinkrug, alte Rast- und Poststation Steinkrug, Saalanbau der alten Rast- und Poststation durch Georg Ludwig Friedrich Laves. Heute Teil eines Hotels mit Gastronomie. | 18. Jahrhundert | 09.11.1982       | 31175332 (253019.00083) Wikidata |
| Schnückestein            | Schnückestein            | Schwarzer Weg Karte      | Gedenkstein für Oberförster Schnücke | 1922            |                  | 31175389 (253019.00084)          |

### Wennigsen

#### Gruppe: Amtsgebäude Hauptstraße
Die Gruppe „Amtsgebäude Hauptstraße“ hat die ID 31078857.

| Bild                                   | Bezeichnung                            | Lage                      | Beschreibung | Bauzeit | Eingetragen seit  | Denkmal- nummer                       |
| -------------------------------------- | -------------------------------------- | ------------------------- | --- | ------- | ----------------- | ------------------------------------- |
| Wohnhaus                               | Wohnhaus                               | Hauptstraße 33 Karte      | Wohnhaus im Privatbesitz, heute Wirtshaus. Giebelständiger, 1-gesch. Ziegelbau auf Sandsteinsockel u. Satteldach in S-Pfannendeckung, erb. „1860“, qualitätvolle Architektur in städtebaulich wichtiger Lage. | 1869    | 21.03.1980        | 31175818 (253019.00130)               |
| Scheune                                | Scheune                                | Hauptstraße 35 Karte      | Scheune, später Wirtshaus, Teil d. ehem. Forstgehöftes, FW-Bau mit verputzten Ausfachungen unter Satteldach, erb. „1776“.                                                                                     | 1776    | 21.03.1980        | 31175701 (253019.00099)               |
| Ehemaliges Forsthaus                   | Ehemaliges Forsthaus                   | Hauptstraße 37 Karte      | Ehemaliges Forsthaus Wennigsen. 2-stöck. FW-Bau mit geschlämmter Ziegelausfachung, erb. um 1830, symmetrische Fassade mit mittigem Eingang hinter Freitreppe, Zwerchhaus, Halbwalmdach.                       | 1830    | 21.03.1980        | 31175677 (253019.00098)               |
| Stall                                  | Stall                                  | Hauptstraße 37 Karte      | Stall, heute Wohnhaus. Teil d. ehem. Forstgehöftes, 1-stöck. FW-Bau mit verputzten Gefachen unter Halbwalmdach, erb. um 1780.                                                                                 | 1820    | 21.03.1980        | 31175720 (253019.00100)               |
| Gartenanlage                           | Gartenanlage                           | Hauptstraße 37 Karte      | Gartenanlage | 19. Jh. | 21.03.1980        | 31175739 (253019.00101)               |
| Ehemaliges Amtsgericht                 | Ehemaliges Amtsgericht                 | Hauptstraße 39 Karte      | Ehemaliges Amtsgericht Wennigsen, heute im Privatbesitz. 2-stöckiger Fachwerkbau mit Ziegelausfachung unter Halbwalmdach, erbaut um 1860. Die Uhr am Dach stammt von 1830.                                    | 1860    |                   | 31175757 (253019.00102, 253019.00103) |
| Nebengebäude                           | Nebengebäude                           | Hauptstraße 39 Karte      | Nebengebäude | 1860    |                   | 31175781                              |
| Doppelwohnhaus                         | Doppelwohnhaus                         | Hauptstraße 41 / 43 Karte | 2-stöck. Fachwerkbau, 3seitig mit Platten verkleidet, traufständig an der Straße, vermutlich ehemals zum Amt bzw. Amtsgericht gehörig.                                                                        | 1860    | 08.12.1984        | 31173334 (253019.00145)               |
| Ehemalige Villa Krogmann, Wagenschauer | Ehemalige Villa Krogmann, Wagenschauer | Hülsebrinkstraße 1 Karte  | Zweigeschossiger Fachwerkbau mit vertikaler Verbretterung; an der Ostseite angebaut ein quadratischer Turm mit Welscher Haube.                                                                                | 1752    | 11. November 1982 | 31174277 (253019.00104)               |
| Wirtschaftsgebäude                     | Wirtschaftsgebäude                     | Hülsebrinkstraße 1 Karte  | 1-stöckiger FW-Bau mit Ziegelausfachung, Satteldach, erb. vermutlich 1. H. 19. Jh. |         |                   | 31175799                              |
| Dicker Stein                           | Dicker Stein                           | Hülsebrinkstraße 1 Karte  | Ehemaliger Richtungsweiser zu den Steinkohlebergwerken im Deister. | 1807    | 11. November 1982 | 31174319 (253019.00117)               |

#### Gruppe: Friedhof Evestorfer Straße
Die Gruppe „Friedhof Evestorfer Straße“ hat die ID 31078837.

| Bild                  | Bezeichnung           | Lage                    | Beschreibung                                                                     | Bauzeit  | Eingetragen seit  | Denkmal- nummer         |
| --------------------- | --------------------- | ----------------------- | -------------------------------------------------------------------------------- | -------- | ----------------- | ----------------------- |
| Wennigser Friedhof    | Wennigser Friedhof    | Evestorfer Straße Karte | Wennigser Friedhof.                                                              |          | 23. November 1982 | 31175543 (253019.00087) |
| Meyer’sches Mausoleum | Meyer’sches Mausoleum | Evestorfer Straße Karte | Mausoleum der Familie Meyer aus Sorsum. 2011 als Andachtsraum wiederhergestellt. | ca. 1914 | 23. November 1982 | 31175561 (253019.00088) |

#### Gruppe: Kloster Wennigsen
Die Gruppe Kloster Wennigsen hat die ID 31078847.

| Bild                         | Bezeichnung                  | Lage                                             | Beschreibung                                              | Bauzeit   | Eingetragen seit  | Denkmal- nummer         |
| ---------------------------- | ---------------------------- | ------------------------------------------------ | --------------------------------------------------------- | --------- | ----------------- | ----------------------- |
| Wohnhaus                     | Wohnhaus                     | Degerser Straße 1A (früher: Hauptstraße 2) Karte | Organistenhaus, später Forsthaus.                         | 1850      | 23. November 1982 | 31175578 (253019.00089) |
| Scheune                      | Scheune                      | Degerser Straße 1A (früher: Hauptstraße 2) Karte | Scheune                                                   | 18. Jh.   | 23. November 1982 | 31175598 (253019.00090) |
| Scheune                      | Scheune                      | Degerser Straße 1B Karte                         | Scheune                                                   |           |                   | 31174380                |
| Kirche                       | Kirche                       | Klosteramthof 3 Karte                            | Klosterkirche                                             | 1190–1850 | 23. November 1982 | 31174342 (253019.00091) |
| Klostergebäude               | Klostergebäude               | Klosteramthof 3 Karte                            | Klostergebäude                                            |           |                   | 44388518                |
| Kirchhof                     | Kirchhof                     | Klosteramthof 3 Karte                            | Kirchhof                                                  |           | 23.11.1982        | 31174362 (253019.00092) |
| Gartenanlage (Klostergarten) | Gartenanlage (Klostergarten) | Klosteramthof 3 Karte                            | Gartenanlage (Klostergarten) mit Freibach                 |           | 23.11.1982        | 31174417 (253019.00095) |
| Klosteramthaus               | Klosteramthaus               | Klosteramthof 5 Karte                            | Klosteramthaus, ehemaliges Forstamt, heute Johanniterhaus | 1781      | 10.11.1982        | 31174435 (253019.00096) |

#### Gruppe: Wennigser Mühlbach
Die Gruppe „Wennigser Mühlbach“ hat die ID 31078968. Die Gewässer des künstlich angelegten Mühlenbetriebsgrabens und des ehem. natürlichen Mühlbaches stehen mit seinen erhaltenen Einfassungen, Wehren und Staumauern unter Ensembleschutz. Der Mühlenbetriebsgraben versorgte die ehemals 5 Stauteiche (heute 3) und 7 Wassermühlen (heute 2) mit Wasser aus dem Deister.

| Bild                                | Bezeichnung                         | Lage                    | Beschreibung | Bauzeit | Eingetragen seit | Denkmal- nummer             |
| ----------------------------------- | ----------------------------------- | ----------------------- | --- | ------- | ---------------- | --------------------------- |
| Brücke über den Wennigser Mühlbach  | Brücke über den Wennigser Mühlbach  | Am Klostergarten Karte  | Bogenbrücke, Bögen aus Sandsteinquadermauerwerk, Stirnwände grobes Bruchsteinmauerwerk, Brüstungen aus liegenden Sandsteinblöcken. In der Straße „Am Klostergarten“ gibt es keine Brücke aus dem 19. Jh. Eine alte Steinbogenbrücke liegt zwischen im 20. Jh. ergänzten Fußweganbauten unter der Fahrbahn der Straße „Klosteramthof“ am Rand des Klostergartens.                                                                                       | 1840    | 01.02.1999       | 31175945 (253019.00136)     |
| Brücke (über WL Wennigser Mühlbach) | Brücke (über WL Wennigser Mühlbach) | Degerser Straße 3 Karte | Brücke über Wennigser Mühlbach. |         |                  | 31175964 (253019.00137)     |
| Mittelmühle                         | Mittelmühle                         | Feuerwehrplatz 12 Karte | Ehemalige mittlere Wassermühle mit späterer Bäckerei Lübkemann. Wohngebäude mit Mühlenanbau als 2-gesch. Ziegelbauten, äußere und innere Mühlentechnik entfernt, Turbine noch vorhanden, Gebäude im äußeren Erscheinungsbild verändert. | 1740    | 25.02.1999       | 31175906 (253019.00134)     |
| Brücke über den Wennigser Mühlbach  | Brücke über den Wennigser Mühlbach  | Klosteramthof Karte     | Wehranlage als Rest der ehem. Klostermühle, erhalten ist eine Kaskade (Treppe) aus Sandstein, Teile der Steinmauern und der Brücke, Gesamtanlage in weiten Teilen erneuert und wohl verändert. | 1734    | 03.02.1999       | 31175925 (253019.00135M001) |
| Heimatmuseum / Obere Mühle          | Heimatmuseum / Obere Mühle          | Mühlenstraße 6 Karte    | Ursprünglich eine von sieben Wennigser Wassermühlen. Zunächst als Obermühle des Klosters betrieben, dann an private Müller verkauft. Zuletzt war ihr noch ein Sägewerk angegliedert. Seit 1975 befindet sich in der Oberen Mühle das Heimatmuseum. 2-stöck. FW-Bau u. Halbwalmdach am Mühlenteil Sandsteinsockel u. Ziegelmauerwerk, Anbau zur Westseite in Ziegel, a.d. südl. Giebelwand Wasserrad in situ erhal., neues Gerenne, Rad außer Funktion. | um 1700 | 10.11.1982       | 31174473 (253019.00120)     |

#### Gruppe: Wohnhaus und Nebengebäude Argestorfer Str. 3
Die Gruppe „Wohnhaus und Nebengebäude Argestorfer Str. 3“ hat die ID 31078827 (253019.00085, 253019.00086).

| Bild         | Bezeichnung  | Lage                       | Beschreibung | Bauzeit | Eingetragen seit  | Denkmal- nummer |
| ------------ | ------------ | -------------------------- | ------------ | ------- | ----------------- | --------------- |
| Wohnhaus     | Wohnhaus     | Argestorfer Straße 3 Karte | Wohnhaus     | 1910    | 10. November 1982 | 31175422        |
| Nebengebäude | Nebengebäude | Argestorfer Straße 3 Karte | Nebengebäude | 1910    | 10. November 1982 | 31175440        |

#### Einzeldenkmale
| Bild                         | Bezeichnung                  | Lage                         | Beschreibung | Bauzeit   | Eingetragen seit  | Denkmal- nummer         |
| ---------------------------- | ---------------------------- | ---------------------------- | --- | --------- | ----------------- | ----------------------- |
| Alte Volksschule Wennigsen   | Alte Volksschule Wennigsen   | Argestorfer Straße 4b Karte  | Ehemaliges Volksschulgebäude; errichtet mit drei Schulräumen und Lehrerwohnungen durch die Klosterkammer Hannover. Heute Mischnutzung im Eigentum der Gemeinde Wennigsen (Deister) durch kommunale Jugendpflege, Kinderhort und Grundschule. | 1876      | 10. November 1982 | 31175458 (253019.00106) |
| Scheune                      | Scheune                      | Argestorfer Straße 8 Karte   | Scheune | 1877      | 10. November 1982 | 31175475 (253019.00107) |
| Wohnhaus                     | Wohnhaus                     | Bahnhofstraße 7 Karte        | Wohnhaus | 1894      | 10. November 1982 | 31175492 (253019.00110) |
| Wohn-/Wirtschaftsgebäude     | Wohn-/Wirtschaftsgebäude     | Bährenkampstraße 18 Karte    | Wohn-/Wirtschaftsgebäude | 1800      | 02.1980           | 31175526 (253019.00109) |
| Ehemalige Schmiede           | Ehemalige Schmiede           | Feuerwehrplatz 14 Karte      | Ehemalige Schmiedewerkstatt | 1805      | 11. November 1982 | 31175509 (253019.00108) |
| Wohn- und Geschäftshaus      | Wohn- und Geschäftshaus      | Hauptstraße 16 Karte         | Vom Architekt Conrad Wilhelm Hase erbautes Wohn- und Geschäftshaus in der Hauptstraße in Wennigsen. | 1862      | 01.03.1982        | 31175640 (253019.00112) |
| Wohn-/Wirtschaftsgebäude     | Wohn-/Wirtschaftsgebäude     | Hirtenstraße 15 Karte        | Wohn-/Wirtschaftsgebäude | 1757      | 21.03.1980        | 31174225 (253019.00115) |
| Scharnhorstdenkmal Wennigsen | Scharnhorstdenkmal Wennigsen | Hülsebrinkstraße Karte       | Ehrenmal; errichtet 100 Jahre nach der Völkerschlacht bei Leipzig durch den Verkehrs- und Verschönerungsverein Wennigsen von 1896. | 1913      | 10. November 1982 | 31174259 (253019.00118) |
| Kurt-Schumacher-Denkmal      | Kurt-Schumacher-Denkmal      | Kurt-Schumacher-Straße Karte | Gedenkstein zur Wiedergründung der SPD in Wennigsen |           | 10.11.1982        | 31174456 (253019.00119) |
| Ehemaliges Klosterrentamt    | Ehemaliges Klosterrentamt    | Neustadtstraße 19 Karte      | Zweistöck. Fachwerkbau unter ziegelgedecktem Walmdach, erb. wohl um 1800 als Klosterrentamt. 3 Seiten verbrettert, Wests. mit Ziegelbehang. Bauzeitl. Innentreppe erh., Keller mit 2 Tonnengewölben. | um 1800   | 21.03.1980        | 31174499 (253019.00121) |
| Altes Zollhaus               | Altes Zollhaus               | Sorsumer Straße 2 Karte      | Das Alte Zollhaus Wennigsen ist ein fast quadratische Haus. Es diente im 19. Jahrhundert zur Einnahme von Wegegeld für die Straßennutzung. 2-stöckiger Fachwerkbau und Halbwalmdach, neue Falzziegeldeckung, symmetrische 5-achsige Fassade m. mittigem Eingang, OG zur Straße auf 4 Rundsäulen aus Sandstein vorspringend, kleiner Wintergartenanbau aus der Zeit um 1900 am Ostgiebel. | 1828–1832 | 21.03.1980        | 31174520 (253019.00122) |
| Villa                        | Villa                        | Sorsumer Straße 5 Karte      | Villa des gehrdener Ziegeleibesitzers Seemann. | 1895      | 21.03.1980        | 31174544 (253019.00123) |

#### Status unklar
| Bild               | Bezeichnung                         | Lage                     | Beschreibung                                                    | Bauzeit | Eingetragen seit | Denkmal- nummer |
| ------------------ | ----------------------------------- | ------------------------ | --------------------------------------------------------------- | ------- | ---------------- | --------------- |
| Friedhofskapelle   | Friedhofskapelle                    | Friedhof Wennigsen Karte | Friedhofskapelle auf dem Wennigser Friedhof. 2017/18 renoviert. |         |                  |                 |
| Kriegergedenkstein | Kriegergedenkstein                  | Friedhof Wennigsen Karte | [ 2 ]                                                           |         |                  |                 |
| BW                 | Gedenksteine des Klosters Wennigsen | Klosteramthof 3 Karte    | Gedenksteine                                                    |         | 23.11.1982       | 253019.00094    |

#### Ehemalige Denkmale
| Bild        | Bezeichnung | Lage                       | Beschreibung | Bauzeit           | Eingetragen seit  | Denkmal- nummer |
| ----------- | ----------- | -------------------------- | --- | ----------------- | ----------------- | --------------- |
| Meilenstein | Meilenstein | B 217 bei Sedemünder Karte | Der Meilenstein Altenhagen in ein ca. 2 m hoher, sich nach oben verjüngender Obelisk aus scharriertem Sandstein. Sockel profiliert, Inschrift „3 Meilen von Hannover“ und königl. Wappen. Hist. Standort nicht a. dieser Stelle, ehem. B 217, km 19,725, 6KM Springe. Seit den 1990er Jahren zurück an seinen historischen Standort. |                   |                   | 253019.00144    |
| Alte Post   | Alte Post   | Hauptstraße 12 Karte       | Alte Post, später Kindergarten | 1864 (abgerissen) | 11. November 1982 |                 |

### Wennigser Mark

#### Gruppe: Forsthaus Georgsplatz
Die Gruppe „Forsthaus Georgsplatz“ hat die ID 31079090.
| Bild                            | Bezeichnung                     | Lage                | Beschreibung | Bauzeit | Eingetragen seit | Denkmal- nummer |
| ------------------------------- | ------------------------------- | ------------------- | --- | ------- | ---------------- | --------------- |
| Ehemaliges königliches Forstamt | Ehemaliges königliches Forstamt | Georgsplatz 1 Karte | König Ernst August von Hannover ließ von seinem Oberhofbaudirektor Georg Ludwig Friedrich Laves und dem Maurermeister Constantin Nordmann 1845 für den blinden Königssohn Georg das Forsthaus auf dem Georgsplatz in Wennigsen errichten. | 1845    |                  | 31174561        |
| Brunnen                         | Brunnen                         | Georgsplatz 1 Karte | |         |                  | 41999436        |
| Kutscherhaus                    | Kutscherhaus                    | Georgsplatz 1 Karte | |         |                  | 31175858        |
| Scheune                         | Scheune                         | Georgsplatz 1 Karte | |         |                  | 31175883        |
| Quellenhäuschen                 | Quellenhäuschen                 | Georgsplatz Karte   | |         |                  | 31176068        |

#### Einzelbaudenkmale
| Bild         | Bezeichnung  | Lage               | Beschreibung | Bauzeit             | Eingetragen seit | Denkmal- nummer         |
| ------------ | ------------ | ------------------ | --- | ------------------- | ---------------- | ----------------------- |
| Gedenkstein  | Gedenkstein  | Toppiusplatz Karte | 1,20 Meter hoher Stein als Erinnerung an den königlichen Holzknecht Johann Dietrich Lendorf. Der Stein wurde von der Oberförsterei Wennigsen gestiftet. |                     |                  | 31174587                |
| Gedenkstein  | Gedenkstein  | Toppiusplatz Karte | Denkmal für den königlichen Hofjäger Toppius, der 1807 im Handgemenge von einem Wilderer getötet wurde. Circa ein Meter hoher Stein.                    | 1807, versetzt 1901 |                  | 31174604                |
| Eltendenkmal | Eltendenkmal | Eltenweg Karte     | Gedenkstein für den von einem Wilderer erschossenen Förster Eduard Elten                                                                                | 1835                |                  | 31175405 (253019.00127) |